# Chevalier de Malte
Cet article court présente un sujet plus développé dans : chevalier-Hospitalier.

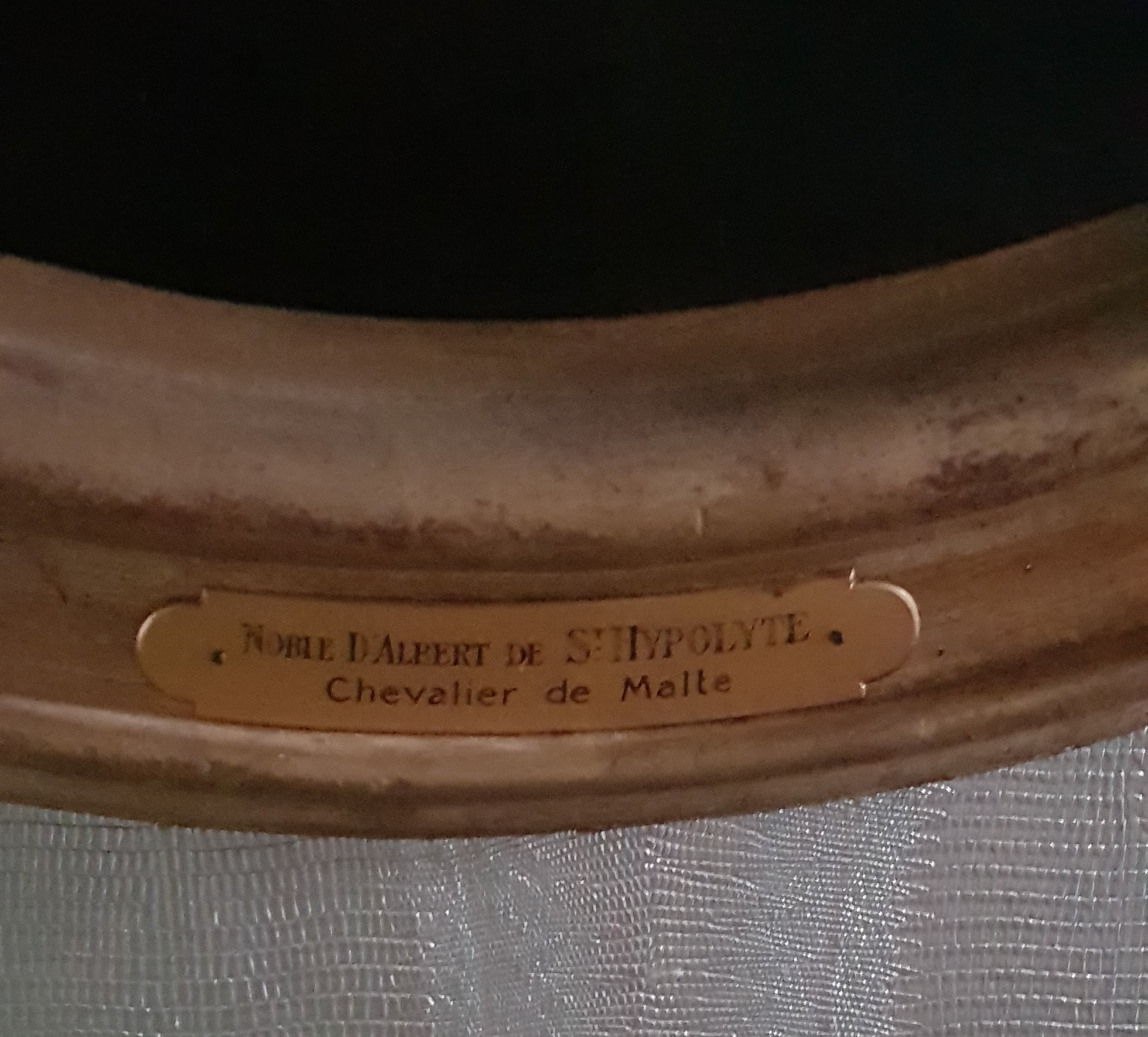
Noble d'Albert de Saint Hypolyte, Chevalier de Malte, légende

Un chevalier de Malte est un chevalier-Hospitalier pendant le temps où l'Ordre de Saint-Jean de Jérusalem à Malte avait son couvent à Malte. 
Il s'appelait d'abord Chevalier-Hospitalier au moment du séjour en Terre sainte puis Chevalier de Rhodes pendant le séjour à Rhodes avant de s'appeler Chevalier de Malte.

## Sources
- Bertrand Galimard Flavigny, Histoire de l'ordre de Malte, Paris, Perrin, 2006